# 1967 في فرنسا
فيما يلي قوائم الأحداث التي وقعت خلال عام 1967 في فرنسا.

## سياسة

### تعيين في المنصب
- 3 أبريل – مارسيل داسو نائب فرنسي.
- 3 أبريل – إيتيان فاجون نائب فرنسي.
- 3 أبريل – إيدغار بيزاني نائب فرنسي.
- 3 أبريل – برنار ديستريمو نائب فرنسي.
- 3 أبريل – جاك شيراك نائب فرنسي.
- 3 أبريل – جورج بونيت نائب فرنسي.
- 3 أبريل – فرنسوا ميتران نائب فرنسي.
- 3 أبريل – كريستيان بونسليه نائب فرنسي.
- 3 أبريل – كريستيان بونيت نائب فرنسي.
- 3 أبريل – مارسيل داسو نائب فرنسي.

### انتهاء فترة المنصب
- 2 أبريل – مارسيل داسو نائب فرنسي.
- 2 أبريل – آرثر ريتشاردز نائب فرنسي.
- 2 أبريل – إيتيان فاجون نائب فرنسي.
- 2 أبريل – جورج بونيت نائب فرنسي.
- 2 أبريل – جورج بيكر نائب فرنسي.
- 2 أبريل – فرنسوا ميتران نائب فرنسي.
- 2 أبريل – كريستيان بونسليه نائب فرنسي.
- 2 أبريل – كريستيان بونيت نائب فرنسي.
- 2 أبريل – مارسيل داسو نائب فرنسي.
- 7 مايو – جاك شيراك نائب فرنسي.

## رياضة
- 1 يناير – سباق طواف فرنسا 1967 الفائز روجي بانجون.
- 2 يوليو – جائزة فرنسا الكبرى 1967 الفائز جاك برابهام.

## أفلام
من الأفلام التي صدرت هذه السنة في فرنسا:
- 1 يناير – فانتوماس ضد سكوتلاند يارد من إخراج أندري هونبال.
- 1 يناير – ليلة الجنرالات من إخراج أناتول ليتفاك.

## كتب
من الكتب التي صدرت هذه السنة في فرنسا:
- 1 يناير – الرجل النائم من تأليف جورج بيريك.
- 1 يناير – الكتابة والاختلاف من تأليف جاك دريدا.
- 1 يناير – إيمانويل من تأليف إيمانويل أرسان.

## مواليد

### يناير
- 1 يناير – لوران برونيه مصوّر سينمائي فرنسي.
- 16 يناير – فريد بن ستيتي[1]
- 25 يناير – دافيد جينولا لاعب كرة قدم فرنسي.[2]
- 26 يناير – كريستيان جودين لاعب كرة يد فرنسي.

### فبراير
- 8 فبراير – تيري غودار ممثل فرنسي.
- 10 فبراير – جاكي دوراند درّاج طريق فرنسي.

### مارس
- 13 مارس – باسكال الالب[3]
- 17 مارس – فيليب بوتو سياسي فرنسي.
- 24 مارس – أوليفييه سوليس لاعب كرة مضرب فرنسي.
- 29 مارس – ميشيل هازنافيسيوس[4]
- 29 مارس – نتالي كاردون[5]

### أبريل
- 24 أبريل – ليونيل بيريز لاعب كرة قدم فرنسي.
- 27 أبريل – فينسيت سيغال موسيقي فرنسي.[6]

### مايو
- 18 مايو – ليونيل بارتيز لاعب كرة مضرب فرنسي.

### يونيو
- 1 يونيو – أوليفييه ديلتر لاعب كرة مضرب فرنسي.
- 4 يونيو – ماري ندياي[7]
- 8 يونيو – ستيفان سيميان لاعب كرة مضرب فرنسي.
- 21 يونيو – بيير أميديار
- 26 يونيو – أوليفيه داهان مخرج أفلام فرنسي.[8]
- 26 يونيو – بونوا أمون سياسي فرنسي.[9]

### يوليو
- 14 يوليو – فاليري بيكريس سياسية فرنسية.[10]
- 27 يوليو – يانيك جادو سياسي فرنسي.
- 31 يوليو – نينا بوراوي كاتبة فرنسية.[11]

### أغسطس
- 3 أغسطس – ماتيو كازافيتش[12]
- 14 أغسطس – ويليام برونييه[13]
- 15 أغسطس – كريستوف كابيل درّاج طريق فرنسي.
- 18 أغسطس – عبد الرحمن بن مساعد بن عبد العزيز آل سعود
- 21 أغسطس – ستيفان شاربونييه[14]
- 27 أغسطس – حكيم طافر ملاكم فرنسي.

### سبتمبر
- 3 سبتمبر – هوبيرت فورنير لاعب كرة قدم فرنسي.[15]
- 7 سبتمبر – جان ميشال مونين درّاج طريق فرنسي.
- 19 سبتمبر – فيليب راستشك لاعب كرة قدم فرنسي.[16]
- 21 سبتمبر – جان ماري كوك سائق رالي فرنسي.
- 26 سبتمبر – إريك روي[17]
- 27 سبتمبر – فرنسيس رينو

### أكتوبر
- 7 أكتوبر – سمير قواسمي ممثل فرنسي.[18]
- 13 أكتوبر – جان لوك دوغون لاعب كرة قدم فرنسي.[19]
- 14 أكتوبر – ألان روتش لاعب كرة قدم فرنسي.
- 21 أكتوبر – إيريك شاهي مصمم ألعاب فرنسي.
- 23 أكتوبر – جان فرانسوا ريتشارد لاعب كرة قدم فرنسي.[20]

### نوفمبر
- 6 نوفمبر – إيمانويل بيركو[21]
- 7 نوفمبر – دافيد غيتا[22]
- 15 نوفمبر – فرانسوا أوزون[23]
- 23 نوفمبر – كريستوف كوكارد لاعب كرة قدم فرنسي.[24]

### ديسمبر
- 10 ديسمبر – دانييل دوتويل لاعب كرة قدم فرنسي.[25]

## وفيات

### مارس
- 14 أكتوبر – مارسيل ايميه (مواليد 1902) كاتب فرنسي.[26][26]

### أبريل
- 13 أبريل – نيكول بيرغر (مواليد 1934) ممثلة فرنسية.[27]

### يوليو
- 28 يوليو – بول راسنييه (مواليد 1906)[28]

### أكتوبر
- 9 أكتوبر – أندريه موروا (مواليد 1885) كاتب فرنسي.[29]
- 14 أكتوبر – مارسيل ايميه (مواليد 1902) كاتب فرنسي.[26][26]
- 20 أكتوبر – جان هنري همبرت (مواليد 1887) عالم نبات فرنسي.

### نوفمبر
- 5 نوفمبر – جيلبرت روبن (مواليد 1893)